# 대율초등학교
대율초등학교는 대한민국 대구광역시 군위군 부계면 대율리에 있었던 공립 초등학교이다.

## 연혁
- 1947년 10월 1일 부계초등학교 남부분교장
- 1950년 6월 13일 대율초등학교로 인가
- 1953년 3월 20일 제1회 졸업식
- 1996년 3월 1일 대율초등학교 개칭
- 2012년 3월 1일 폐교